# Luisa de Gran Bretaña (1749-1768)
Luisa Ana de Gran Bretaña (en inglés, Louisa Anne of Great Britain) (Londres, 19 de marzo de 1749 - Londres, ⁣13 de mayo de 1768) fue una princesa británica y hermana del rey Jorge III del Reino Unido.

## Biografía
Luisa Ana era la séptima de los nueve vástagos de Federico Luis, príncipe de Gales, y de Augusta de Sajonia. Creció muy apegada a su hermana pequeña, Carolina Matilde. 

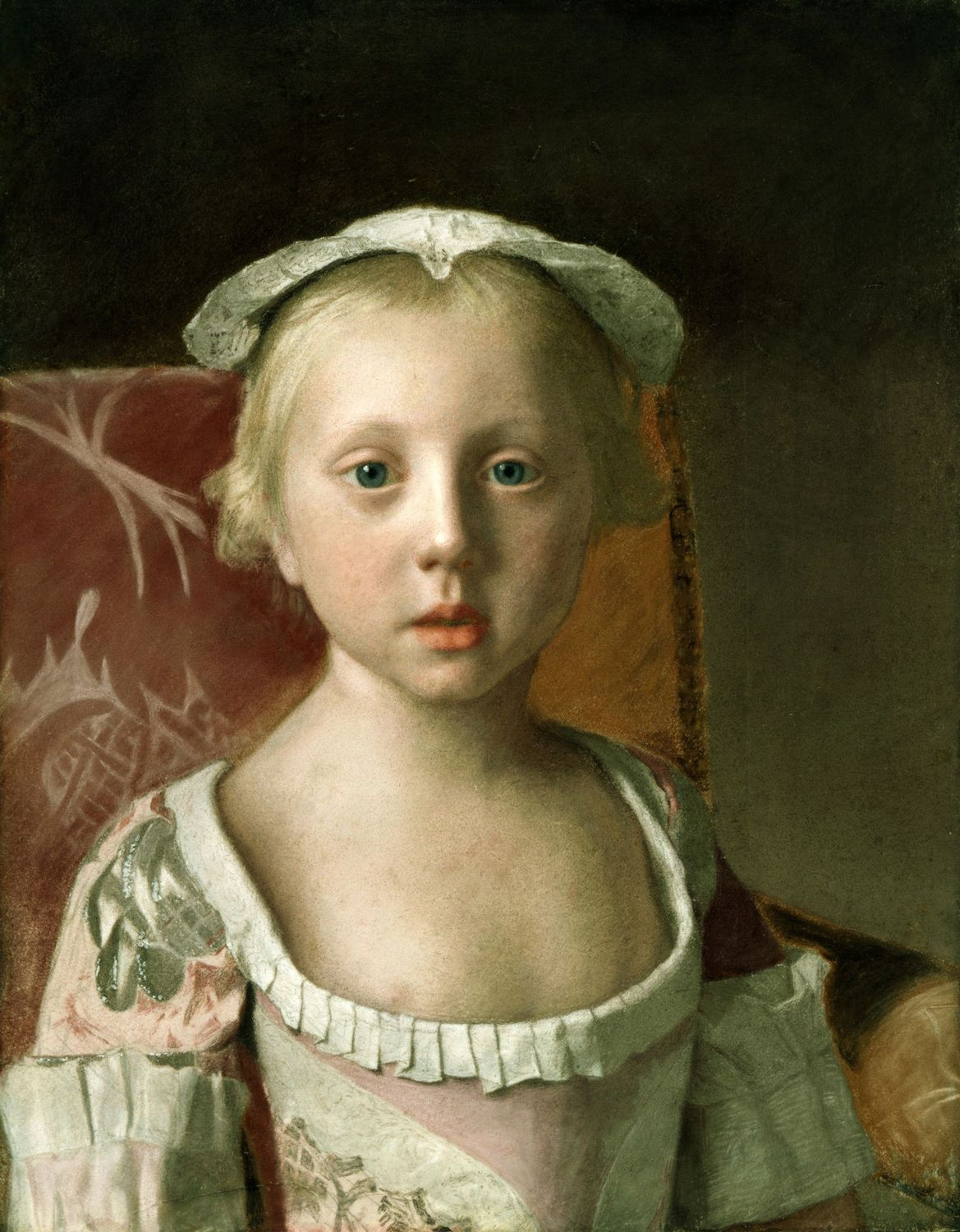
Luisa Ana en 1754 por Jean-Étienne Liotard.

## Matrimonios fallidos
Luisa Ana fue descrita como una niña muy frágil de salud, que enfermaba a menudo.
Con 15 años se comprometió con el rey Cristián VII de Dinamarca, ya que ambos tenían la misma edad, pero por la salud de la princesa se decidió que la elegida fuese su hermana, Carolina Matilde, que tenía mejor salud.
Tras este matrimonio, se intentó comprometerla con el hermano de su cuñada, Carlota de Mecklemburgo-Strelitz, pero también fue descartado.

## Títulos y tratamientos
| ● 19 de marzo de 1749-13 de mayo de 1768: | Su alteza real la princesa Luisa de Gran Bretaña e Irlanda |

## Muerte
La princesa murió soltera y sin hijos, el 13 de mayo de 1768, a los 19 años de edad, a causa de la tuberculosis. Sus restos mortales descansan en la Abadía de Westminster.